# 小田吻鰩
小田吻鰩（學名：Rhinoraja odai），為軟骨魚綱鰩目單鰭鰩科吻鰩屬的一種，分布於西北太平洋日本伊豆半島外海海域，深度300至870公尺，體長可達52.2公分，棲息在深海軟底質海域，為底棲性魚類，屬肉食性，卵生, 卵囊為長方形具有堅硬的觸角，生活習性不明。